# U.S. Route 264
La U.S. Route 264 (US 264) est une US Route auxiliaire de la US 64 se trouvant entièrement en Caroline du Nord. Elle parcourt 215,70 miles (347,10 km) depuis son terminus ouest à Raleigh, à la jonction avec l'I-87 / I-440 / US 64 jusqu'à une autre jonction avec la US 64 à Manns Harbor, à l'est.

## Description du tracé

### Caroline du Nord
La US 264 débute à la jonction avec l'I-87 / I-440 / US 64. Elle est une autoroute avec des segments en multiplex avec l'I-87, l'I-587, l'I-795 et la US 64 jusqu'à Wilson. Elle est parallèle à l'I-587 jusqu'à Greenville et dessert les communautés de Saratoga et de Farmville. À l'est de Greenville, la US 264 est une artère importante pour relier les communautés de Washington, Belhaven, Swan Quarter et Engelhard. Le terminus est de la route est à la jonction avec la US 64 à Manns Harbor.

## Intersections majeures
Caroline du Nord
 I-87 / I-440 / US 64 à Raleigh. L'I-87 / US 264 forment un multiplex jusqu'à Knightdale. La US 64 / US 264 forment un multiplex jusqu'à Zebulon.
 I-540 à Knightdale
 I-95 / I-587 / I-795 près de Wilson. L'I-587 / US 264 forment un multiplex jusqu'à Saratoga. L'I-795 / US 264 forment un multiplex jusqu'au sud de Wilson.
 US 301 près de Wilson
 US 258 à Farmville. Les routes forment un multiplex dans la ville.
 US 13 près de Farmville. Les routes forment un multiplex jusqu'au sud-ouest de Greenville.
 I-587 à Greenville
 US 13 près de Greenville
 US 17 à Washington
 US 64 à Manns Harbor